# Equacions de Newton-Euler
En mecànica clàssica, les equacions de Newton-Euler descriuen la combinació de la dinàmica de transició i de rotació d'un sòlid rígid.
Tradicionalment, les equacions de Newton-Euler és l'agrupació conjunta de les dues lleis del moviment d'Euler d'un sòlid rígid en una única equació amb 6 components, que utilitza vectors columna i matrius. Aquestes lleis relacionen el moviment del centre de gravetat d'un sòlid rígid amb la suma de les forces i els parells (també anomenats moments) que actuen en el sòlid rígid.

## Sistema de referència del centre de massa
Respecte un sistema de coordenades que té l'origen en el centre de massa del cos, les equacions de Newton-Euler poden ser expressades en forma matricial com
{\displaystyle \left({\begin{matrix}{\mathbf {F} }\\{\boldsymbol {\tau }}\end{matrix}}\right)=\left({\begin{matrix}m{\mathbf {I} _{3}}&0\\0&{\mathbf {I} }_{\rm {cm}}\end{matrix}}\right)\left({\begin{matrix}\mathbf {a} _{\rm {cm}}\\{\boldsymbol {\alpha }}\end{matrix}}\right)+\left({\begin{matrix}0\\{\boldsymbol {\omega }}\times {\mathbf {I} }_{\rm {cm}}\,{\boldsymbol {\omega }}\end{matrix}}\right),}
on
F = força total que actua sobre el centre de massa
m = massa del cos
I₃ = la matriu identitat 3×3
acm = acceleració del centre de massa
vcm = velocitat del centre de massa
τ = parell total que actua al voltant del centre de massa
Icm = moment d'inèrcia al voltant del centre de massa
ω = velocitat angular del cos
α = acceleració angular del cos

## Sistema de referència qualsevol
Respecte un sistema de referència ubicat en un punt P fixe en el cos i que no coincideix amb el centre de massa, les equacions prenen la forma
{\displaystyle \left({\begin{matrix}{\mathbf {F} }\\{\boldsymbol {\tau }}_{\rm {p}}\end{matrix}}\right)=\left({\begin{matrix}m{\mathbf {I} _{3}}&-m[{\mathbf {c} }]^{\times }\\m[{\mathbf {c} }]^{\times }&{\mathbf {I} }_{\rm {cm}}-m[{\mathbf {c} }]^{\times }[{\mathbf {c} }]^{\times }\end{matrix}}\right)\left({\begin{matrix}\mathbf {a} _{\rm {p}}\\{\boldsymbol {\alpha }}\end{matrix}}\right)+\left({\begin{matrix}m[{\boldsymbol {\omega }}]^{\times }[{\boldsymbol {\omega }}]^{\times }{\mathbf {c} }\\{[{\boldsymbol {\omega }}]}^{\times }({\mathbf {I} }_{\rm {cm}}-m[{\mathbf {c} }]^{\times }[{\mathbf {c} }]^{\times })\,{\boldsymbol {\omega }}\end{matrix}}\right),}
on c és la ubicació del centre de massa expressat en el sistema de referència centrat en el cos, i
{\displaystyle [\mathbf {c} ]^{\times }\equiv \left({\begin{matrix}0&-c_{z}&c_{y}\\c_{z}&0&-c_{x}\\-c_{y}&c_{x}&0\end{matrix}}\right)\qquad \qquad [\mathbf {\boldsymbol {\omega }} ]^{\times }\equiv \left({\begin{matrix}0&-\omega _{z}&\omega _{y}\\\omega _{z}&0&-\omega _{x}\\-\omega _{y}&\omega _{x}&0\end{matrix}}\right)}
denota les matrius de producte vectorial antisimètriques.
Els termes inercials estan inclosos en la matriu d'inèrcia espacial
{\displaystyle \left({\begin{matrix}m{\mathbf {I} _{3}}&-m[{\mathbf {c} }]^{\times }\\m[{\mathbf {c} }]^{\times }&{\mathbf {I} }_{\rm {cm}}-m[{\mathbf {c} }]^{\times }[{\mathbf {c} }]^{\times }\end{matrix}}\right),}
mentre que les forces fictícies es tenen en compte en el terme:
{\displaystyle \left({\begin{matrix}m{[{\boldsymbol {\omega }}]}^{\times }{[{\boldsymbol {\omega }}]}^{\times }{\mathbf {c} }\\{[{\boldsymbol {\omega }}]}^{\times }({\mathbf {I} }_{\rm {cm}}-m[{\mathbf {c} }]^{\times }[{\mathbf {c} }]^{\times })\,{\boldsymbol {\omega }}\end{matrix}}\right).}
Quan el centre de massa no coincideix amb el sistema de coordenades (és a dir, quan c és diferent de zero), les acceleracions translacional i angular (a i α) estan acoblades, de tal manera que totes dues estan associades amb components de força i moment.

## Aplicacions
S'utilitzen les equacions de Newton-Euler com a base de formulacions més complicades en què interactuen diversos cossos (teoria helicoidal) que descriuen la dinàmica de sistemes de sòlids rígids connectats amb juntes i altres restriccions. Es poden solucionar els problemes de diversos cossos utilitzant diversos algorismes numèrics.